# Аэрогель

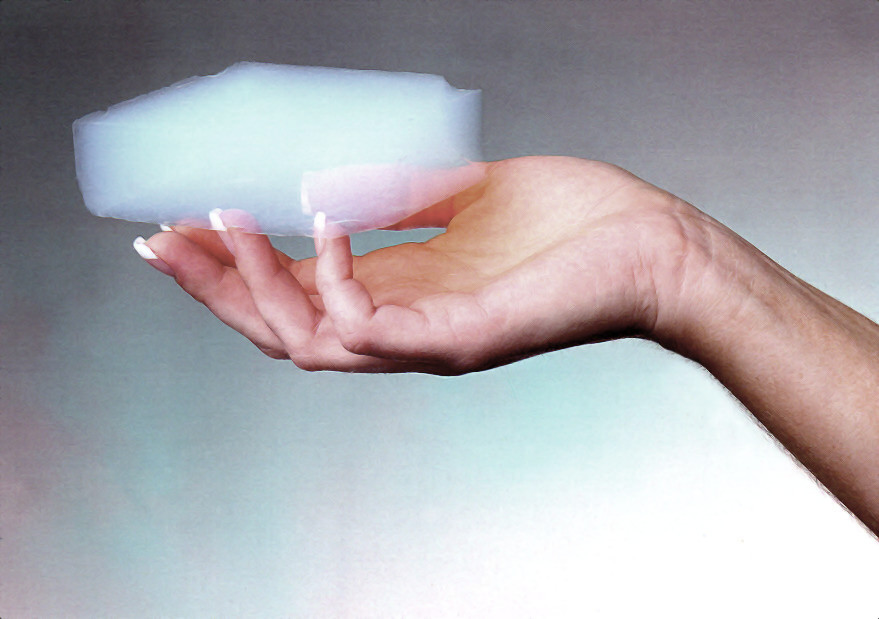
Блок аэрогеля в руке

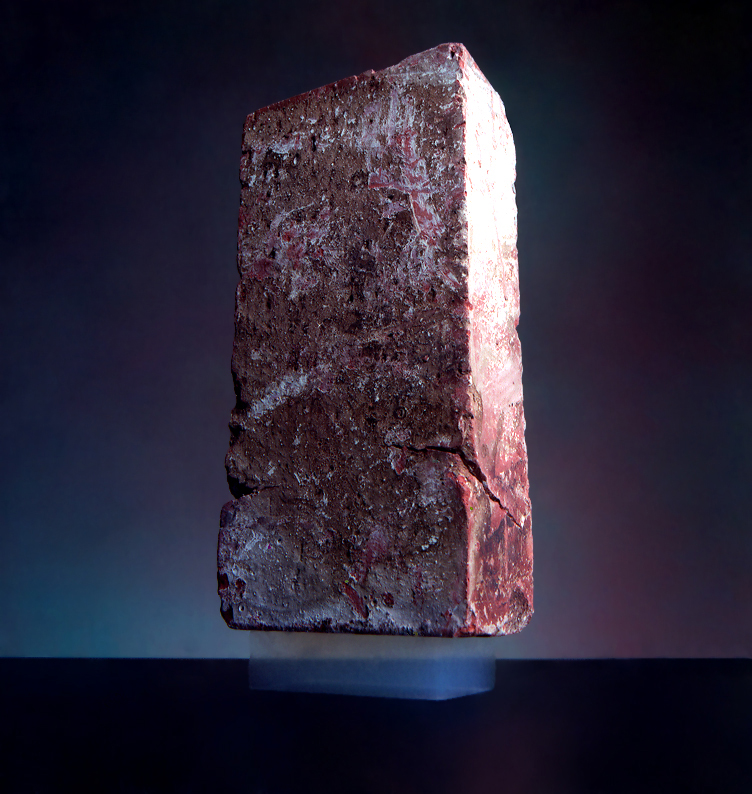
Кирпич массой 2,5 кг стоит на куске аэрогеля массой 2,38 г

Аэроге́ли (от лат. aer — воздух и gelatus — замороженный) — класс материалов, представляющих собой гель, в котором жидкая фаза полностью замещена газообразной. Такие материалы обладают рекордно низкой плотностью и демонстрируют ряд уникальных свойств: твёрдость, прозрачность, жаропрочность, чрезвычайно низкую теплопроводность и т. д. Распространены аэрогели на основе аморфного диоксида кремния, глинозёмов, а также оксидов хрома и олова. В начале 1990-х получены первые образцы аэрогеля на основе углерода.

## Структура
Аэрогели относятся к классу мезопористых материалов, в которых полости занимают не менее 50 %, а как правило, 95—99,8 % объёма, а плотность составляет от 1 до 150 кг/м3. По структуре аэрогели представляют собой древовидную сеть из объединённых в кластеры наночастиц размером 2—5 нм и пор размерами до 100 нм.

## История
Первенство в изобретении признано за химиком Стивеном Кистлером из Тихоокеанского колледжа в Стоктоне, Калифорния, США, опубликовавшим в 1931 году в журнале Nature свои результаты.
Кистлер заменял жидкость в геле на метанол, а потом нагревал гель под давлением до достижения критической температуры метанола (240 °C).

Метанол уходил из геля, не уменьшаясь в объёме; соответственно, и гель «высыхал», почти не сжимаясь.

## Свойства

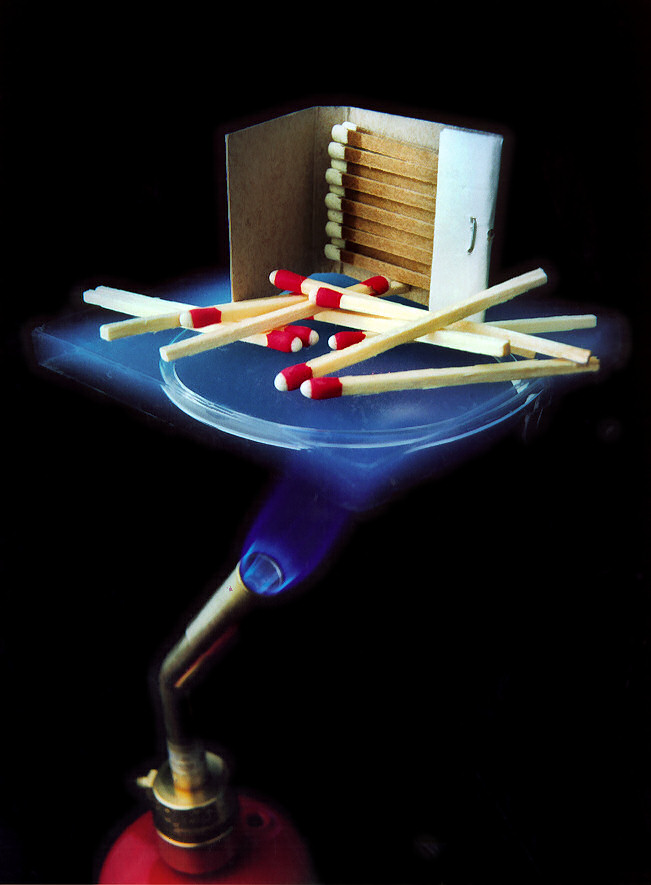
Аэрогели — хорошие теплоизоляторы

На ощупь аэрогели напоминают легкую, но твёрдую пену, похожую на пенопласт. При сильной нагрузке аэрогель трескается, но в целом это весьма прочный материал — образец аэрогеля может выдержать нагрузку в 2000 раз больше собственного веса. Аэрогели, в особенности кварцевые, — хорошие теплоизоляторы. Они также очень гигроскопичны.
По внешнему виду кварцевые аэрогели полупрозрачны. За счёт рэлеевского рассеяния света на древовидных структурах они выглядят голубоватыми в отражённом свете и светло-жёлтыми в проходящем. Сходными оптическими свойствами обладают аэрогели на основе оксидов алюминия (Al2O3), циркония (ZrO2) и титана (TiO2). Аэрогели из других оксидов металлов могут иметь различный цвет и прозрачность; так, железооксидный аэрогель непрозрачен и имеет цвет, сходный со ржавчиной, ванадиевооксидный аэрогель непрозрачен, оливково-зелёного цвета; хромооксидный аэрогель имеет тёмно-зелёный или тёмно-синий цвет, а аэрогели на основе оксидов редкоземельных металлов прозрачны (оксид самария жёлтый, оксид неодима фиолетовый, оксиды гольмия и эрбия — розовые). Углеродные аэрогели имеют глубокий чёрный цвет, поглощая 99,7 % падающего света.

## Виды аэрогелей
Наиболее распространены кварцевые аэрогели. Их минимальная плотность равна 1 кг/м3 (вакуумированная версия), что в 1000 раз меньше плотности воды и даже в 1,2 раза меньше плотности воздуха (правда, указанная плотность не включает вес воздуха, включенного в структуру, потому аэрогели не плавают в воздухе). Среди твердых тел меньшую плотность имеют лишь металлические микрорешётки (чья плотность может достигать 0,9 кг/м3, что на одну десятую меньше лучших показателей плотности аэрогелей), аэрографит (чья плотность составляет 0,18 кг/м3) и аэрографен (0,16 кг/м3). Кварцевые аэрогели пропускают свет в мягком ультрафиолете, видимой области (с длиной волны больше 300 нм) и инфракрасном диапазоне, однако в инфракрасной области присутствуют типичные для кварца, получаемого обезвоживанием силикагелей, полосы гидроксила при 3500 см−1 и 1600 см−1. Благодаря чрезвычайно низкой теплопроводности (~0,017 Вт/(м·К) в воздухе при атмосферном давлении),, меньшей, чем теплопроводность воздуха (0,024 Вт/(м·К)), они применяются в строительстве в качестве теплоизолирующих и теплоудерживающих материалов. Температура плавления кварцевого аэрогеля составляет 1200 °C.
Углеродные аэрогели (аэрографиты) состоят из наночастиц, ковалентно связанных друг с другом. Они электропроводны и могут использоваться в качестве электродов в конденсаторах. За счёт очень большой площади внутренней поверхности (до 800 м2/грамм) углеродные аэрогели нашли применение в производстве суперконденсаторов (ионисторов) ёмкостью в тысячи фарад. В настоящее время достигнуты показатели в 104 Ф/грамм и 77 Ф/см3. Углеродные аэрогели отражают всего 0,3 % излучения в диапазоне длин волн от 250 до 14 300 нм, что делает их эффективными поглотителями солнечного света.
Глинозёмные аэрогели из оксида алюминия с добавками других металлов используются в качестве катализаторов. На базе алюмооксидных аэрогелей с добавками гадолиния и тербия в НАСА был разработан детектор высокоскоростных соударений: в месте столкновения частицы с поверхностью происходит флюоресценция, интенсивность которой зависит от скорости соударения.

## Использование

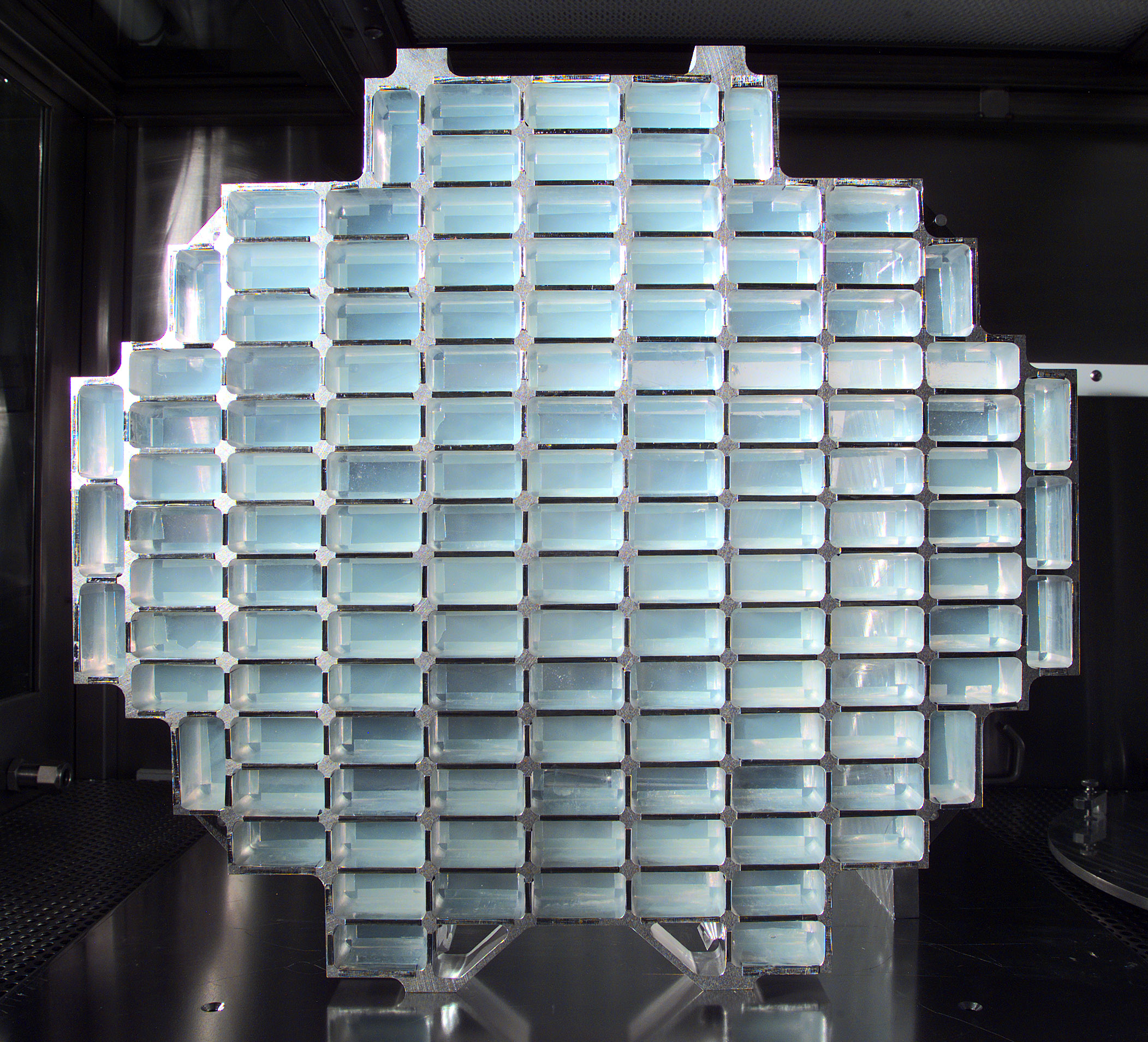
136 ячеек с аэрогелем космического аппарата «Стардаст» (NASA)

Помимо многочисленных технических применений, обусловленных вышеперечисленными уникальными свойствами, аэрогель известен прежде всего использованием в проекте «Стардаст» в качестве материала для ловушек космической пыли.
Поскольку показатель преломления аэрогелей занимает промежуточное положение между показателями преломления газообразных и жидких (твёрдых) веществ, аэрогель используется как радиатор в черенковских детекторах заряженных частиц.
Аэрогели могут использоваться в качестве газовых и жидкостных фильтров.
Аэрогель на основе оксида железа с алюминиевыми наночастицами может служить взрывчаткой (разработка Ливерморской национальной лаборатории им. Э. Лоуренса, США).
В начале 2006 некоторые компании, например, United Nuclear, заявили о начале продаж аэрогеля организациям и частным лицам. В зависимости от размера и формы образца, цена составляет от $25 (фрагменты) до $125 (кусочек, помещающийся на ладони).
В настоящее время на основе аэрогеля изготавливаются теплоизоляционные материалы для промышленного применения.

## Производители
- Институт катализа имени Г. К. Борескова СО РАН — российский исследовательский институт, изготавливающий аэрогели, которые используются в научных экспериментах; в том числе многослойный аэрогель для измерения скорости элементарных частиц[6][7][8].
- Matsushita — японский производитель аэрогелей[6][7].